# Bjarki Bjarkason
Bjarki Bjarkason, né le 11 mai 2000 à Reykjavik, est un footballeur international islandais qui évolue au poste d'attaquant à Venise.

## Biographie

### Carrière en club
Né à Reykjavik en Islande, Bjarki Steinn Bjarkason est formé par l'Ungmennafélagið Afturelding, où il commence sa carrière professionnelle. Il joue son premier match avec l'équipe première du club le 15 juillet 2017.

### Carrière en sélection
Le 21 octobre 2022, Bjarki Steinn Bjarkason est convoqué pour la première fois avec l'équipe nationale d'Islande. Il honore sa première sélection le 6 novembre 2022, lors du match amical contre l'Arabie Saoudite (défaite 1-0).